# Orazio Filippo Spada
Orazio Filippo Spada (Lucca, 21 de dezembro de 1659 - Roma, 28 de junho de 1724) foi um cardeal do século XVIII.

## Biografia
Nasceu em Lucca em 21 de dezembro de 1659. De uma família ilustre. Ele foi enviado a Roma por sua família quando tinha 7 anos. Sobrinho-neto do cardeal Giambattista Spada (1654), que o educou.
Estudou no Collegio Romano Jesuíta, Roma; e na Universidade La Sapienza, em Roma, onde obteve o doutorado in utroque iure, direito canônico e civil, em 30 de dezembro de 1679.
Camareiro particular do Papa Inocêncio XI. Capaz de levar o barrete vermelho ao novo cardeal Francesco Buonvisi, núncio na Áustria, 1681. Cônego da basílica patriarcal da Libéria, Roma, novembro de 1693.
Ordenado em 27 de março de 1694. Internúncio em Bruxelas, em fevereiro de 1696.
Eleito arcebispo titular de Tebe em 15 de setembro de 1698. Consagrado em 7 de dezembro de 1698, capela da residência arcebispal, Bruxelas, por Humbert-Guillaume a Précipiano, arcebispo de Malines, auxiliado por Guillaume Bassery, bispo de Bruges, e por Philippe Van der Noot, bispo de Gand. Assistente do Trono Pontifício, 28 de setembro de 1698. Núncio em Colônia, 31 de outubro de 1698. Plenipotenciário papal no Congresso de Ryswick, Holanda. Núncio extraordinário perante o imperador Leopoldo em 28 de janeiro de 1702, para restabelecer a paz perturbada pela guerra de sucessão ao trono espanhol; devido às suspeitas austríacas de que Roma favorecia os franceses, ele não pôde cumprir sua missão. Núncio na Polônia, em 17 de novembro de 1703. Transferido para a sé de Lucca, com título pessoal de arcebispo, em 15 de dezembro de 1704.
Criado cardeal sacerdote no consistório de 17 de maio de 1706; recebeu o gorro vermelho e o título de S. Onofrio, em 21 de março de 1707. Transferido para a sé de Osimo, com título pessoal de arcebispo, em 17 de janeiro de 1714. Participou do conclave de 1721, que elegeu o Papa Inocêncio XIII. Participou do conclave de 1724, que elegeu o Papa Bento XIII.
Morreu em Roma em 28 de junho de 1724, às 5 horas da manhã, de apoplexia, em Roma, para onde fora participar do conclave. Transferido no dia seguinte para a igreja de S. Maria em Vallicella, Roma (seu título estava em reparos), onde o funeral ocorreu em 30 de junho de 1724; e enterrado provisoriamente na igreja de S. Croce dei Lucchesi, Roma. Mais tarde, seus restos mortais foram trasladados para a capela de sua família na basílica de S. Frediano, Lucca.